# 施羽
施羽（1962年8月8日—），澳大利亞籍華人演員，进入演艺界之前曾是羽毛球运动员。

## 运动员生涯
施羽曾代表香港參加1984年湯姆斯盃羽球賽，隨後移民澳洲，並繼續打球。
施羽曾於1985年打進年終大獎賽決賽；1986年獲得台北名人賽冠軍；1986年大英國協運動會羽球賽獲得銀牌。
施羽退出羽壇後從事演員工作。

## 演艺作品

### 電視劇
- 《佳家福》
- 《觀世音》飾 張大
- 1990年《婉君》飾 叔豪
- 1991年《望夫崖》飾 康孟華
- 1991年《朋友好久不見》飾 王曉偉
- 1991年《雪山飛狐》飾 福康安
- 1992年《意難忘》飾 許慎言
- 1992年《劉伯溫傳奇》 飾 祖振才（趕屍驚魂）、吳文傑（父子觀音）
- 1993年《紅樓夢》飾 蔣玉涵
- 1993年《包青天》 飾 宋仁宗 、單元:寸草心 飾演 楊興祖
- 1993年《孝的故事-婆媳藥》飾 譚恩常
- 1993年《大地勇士》飾 高敏雄
- 1994年《七俠五義》飾 宋仁宗
- 1994年《霸王花》飾 季偉
- 1994年《黃飛鴻與十三姨》飾 錢志豪
- 1994年《天涯共此時》飾 于國慶
- 1995年《燃燒的太陽》飾 紀天浩
- 1995年《對對糊》
- 1996年《老公一百分》
- 1996年《真愛一世情》飾 江永泉
- 1996年《三國英雄傳之關公》飾演 魯肅
- 1996年《天師鍾馗》沉箱記 飾 李禹先
- 1996年《台灣靈異事件》暗夜哭聲 飾 邱耀興
- 1997年《風中百合》飾 孟帆
- 1997年《台獨份子》飾 大可
- 1997~1998年《施公奇案》
  - 《代天巡狩》飾 甘文昌
  - 《虎姑婆》飾 楊天鴻
  - 《福州師》飾 傅剛
  - 《日月雙璧》飾 楊空
  - 《青龍回首》飾 明琪
  - 《又見龍兒》飾 馬超文
  - 《犬父龍子》飾 何元泰
- 1997年《四千金》飾 夏大羽
- 1997年《攝影棚也瘋狂》飾 曾浩
- 1997年《康熙情鎖金殿》飾 明珠
- 1998年《李鐵拐》江水劫 飾 施耀隘
- 1998年《土地公傳奇》飾演 文判官
- 1999年《燕雙飛》飾 藍天語
- 《媽祖－靈龜情》飾 玉皇大帝
- 1999年《公視人生劇展－風車》飾 顏中強
- 2000年《神仙動員令》飾 黑熊
- 2000年《吉祥如意年年來》飾 秦來世
- 2000年《包公出巡》飾 方大友
- 2000年《懷玉公主》飾 圖德海
- 2000年《麻辣鮮師》飾 林義宏
- 2000年《金錢本色/都市情缘》飾 凌文樂
- 2001年《天下第一狀》飾 賀福星之父
- 2001年《又是一個戀愛天》
- 2002年《十八歲的天空》飾 藍羽
- 2002年《風雲黃浦江/王亚櫵》
- 2002年《十八羅漢》飾 劉紫辰
- 2003年《至尊紅顏-武媚娘傳奇》飾 段常德
- 2003年《青天衙門》飾 包道德
- 2003年《聊齋之花姑子》飾 顛道人
- 2004年《起跑天堂》飾 陸透
- 2004年《天若有情》飾 周大山
- 2005年《天若有情2》飾 周大山
- 2005年《媽媽無罪》飾 段家襄
- 2006年《春天後母心》飾 張寶德
- 2006年《烽火孤兒》飾 嚴泰（暴牙泰）
- 2007年《江湖兄弟》
- 2007年《聊齋2》之《義犬》飾 賈德
- 2008年《八仙全傳》飾 漢鍾離
- 2011年《斷刺》飾 周旭山
- 2011年《單身女王》飾 張誠信
- 2015年《風雲天地》飾 鄺君豪
- 2016年《東方戰場》飾 梅汝璈
- 2016年《秘密的背后》
- 2016年《盲約》 飾 郝國華
- 2017年《囧女翻身之嗨如花》 飾 樹石
- 2017年《端脑》（網路劇）飾 季陸
- 2020年《白色月光》 飾 林總
- 2020年《在劫難逃》(網絡劇)  飾 杜朝陽
- 2020年《三嫁惹君心》  飾 丁盛
- 2020年《半是蜜糖半是伤》  飾 范其昌
- 2020年《万水千山风雨情》（2012年拍攝）饰  高有德
- 2020年《瞄准》饰 殷千栗
- 2020年《只为那一刻与你相见》饰 邵云平（客串）
- 2021年《不可思议的爱情》（網路劇）饰 李達
- 2021年《我的時代，你的時代》饰 艾父（客串）
- 2021年《理智派生活》饰 邹父（客串）
- 2021年《绝密使命》饰 呂文超
- 2021年《完美的他》（網路劇）饰 张师傅
- 2021年《循环初恋》（網路劇）饰 叶父
- 2021年《铸匠》饰 陈汉生
- 2021年《良言写意》饰 羅曼先生
- 2021年《风起洛阳》（網路劇）饰 柳适
- 2022年《舌尖上的心跳》饰 林峰
- 2022年《你好，神枪手》飾 唐父
- 2022年《林深见鹿》飾  万耀明
- 2022年《关于唐医生的一切》饰 袁父（客串）
- 2022年《张卫国的夏天》饰 醫生A
- 2022年《恋爱的夏天》（網路劇）饰 夏父（客串）
- 2022年《乌云遇皎月》（網路劇）饰 陳教授
- 2022年《不期而至》（網路劇）饰 吴松荣
- 2022年《浮图缘》（網路劇）饰 孙泰清
- 2023年《今日宜加油》饰 董事長
- 2023年《长风渡》饰 鄭叔和
- 2023年《我和我爸的十七岁》（網路劇）饰 潘主任
- 2023年《金吾卫之天魔鬼畜》（網路劇）饰 仇萬亮
- 2023年《最遥远的距离》饰 阮主任（客串）
- 2023年《以愛為營》 饰 鄭肅
- 2024年《在暴雪时分》 饰 殷果爸爸
- 2024年《别对我动心》 （網路劇）饰 岳爸爸
- 2024年《火柴小姐和美味先生》(2016年拍攝) 饰 鞠華夏
- 2024年《颜心记》 （網路劇）饰 陸大人
- 2024年《四海重明》（網路劇）饰  吃苦大师
- 2024年《白夜破晓》（網路劇）饰 韦东
- 2024年《冬至》（網路劇）饰 邢局
- 2025年《吃饭跑步和恋爱》饰 陈博士
- 2025年《藏海传》饰 孫公公
- 2025年《我在顶峰等你》（網路劇）饰 譚教授（客串）

### 电影
- 2001年《蟋蟀大师》
- 2021年《余生，请多指教》（網路電影）
- 2024年《鲛人传说之人间情》（網路電影）

## 外部連結
- 施羽的新浪微博
- 施羽新浪博客 （页面存档备份，存于）